# Carolus Arnoldus Craeyvanger
Carolus Arnoldus Craeyvanger, meest aangeduid met K.A. Craeyvanger, (Utrecht, 31 oktober 1817 – aldaar 30 juli 1868) was een Nederlands zanger (bas), violist en gitarist.
Hij werd geboren in het gezin van Gerardus Craeyvanger en Elisabeth Margaretha Swillens. Zijn broers Gijsbertus Craeyvanger en Reinier Craeyvanger werden schilders, zuster Gertrudis Craeyvanger was dichteres. Hijzelf bleef ongetrouwd.
Hij gaf leiding aan de verenigingen Symphonia, Aurora en Dua Apolline. Daarbij gaf hij concerten tot aan in Kleve aan toe. Hij gaf daarnaast een "leercursus in de theorie der muzijk". Van zijn hand verscheen ook een aantal werken:
- Nocturne voor gitaar, opgedragen aan Monsieur Justin de Beijer (1821-1865)
- Introduction et variations pour la guitarre (1848)
- Introductie en variaties op een thema uit de opera Der Freischutz voor gitaar solo[1]
- een zestal liederen leverde hem een prijs op uitgereikt door de Maatschappij ter bevordering van de toonkunst; en leverde hem een erelidmaatschap daarvan op
- Scheiden, lied
- De menschliche Stimme, lied
- Drie cantica sub elevatione cum organorum
- Conductione
- De groene krans
- Maanlicht
- Hommage a Teresa et Maria Milanollo

Hij was ook een jaar dirigent van het Utrechts Studenten Orkest.
De Utrechtse Orkest Vereniging gaf op 29 november 1868 een concert ter nagedachtenis aan de musicus, waarbij van hem werd uitgevoerd: Elegie voor viool, Die Bergstimme, Hollandsch lied, Trio voor drie violen, Andante voor klarinet, Die menschliche Stimme. 